# Achromoporus enneryensis
Achromoporus enneryensis är en mångfotingart som beskrevs av Loomis 1936. Achromoporus enneryensis ingår i släktet Achromoporus och familjen Chelodesmidae. Inga underarter finns listade i Catalogue of Life.